# ライナス・ブランケット
ライナス・ブランケット（Linus' Blanket）は、韓国のインディーズバンド。2001年活動開始。当初はAdvantage Lucyのカバー・バンドであった。日本デビューは2004年7月。

## バイオグラフィー
- Semester (Linus' Blanket エ・チョッポンチェ・アルバム) （2003年）